# Раперсвил-Јона
Раперсвил-Јона (фр. Rapperswil-Jona, итал. Rapperswil-Jona) је град у средишњој Швајцарској. Град се налази у оквиру кантона Санкт Гален, где је друго насеље по величини. Град је седиште округа Зе-Гастер.
Раперсвил-Јона је релативно млад град, створен 2007. г. амалгамацијом (спајањем) градића Раперсвил и Јона и неколико мањих села у близини ових градова.

## Природне одлике
Раперсвил-Јона се налази у средишњем делу Швајцарске. Од најближег већег града, Цириха град је удаљен 40 км југоисточно.
Рељеф: Раперсвил-Јона се налази у котлини Циришког језера, на северној обали овој значајног швајцарског језера. Град се налази на приближно 410-430 метара надморске висине. Северно од града издижу се Апенцелски Алпи.
Клима: Клима у Раперсвилу-Јони је умерено континентална.
Воде: Град Раперсвил-Јона лежи на северној обали Циришког језера, на месту где је ово издужено језеро најтање, што је допринело смештању града на ово место као важне прелазне тачке на другу обалу.

## Становништво
2008. године Раперсвил-Јона је имао око 26.000 становника.
Језик: Швајцарски Немци чине традиционално становништво Раперсвила-Јоне и немачки језик је званични у граду и кантону. Међутим, градско становништво је током протеклих неколико деценија постало веома шаролико, па се на улицама града чују бројни други језици. Тако данас немачки говори 86,9% градског становништва, а прате га италијански (3,1%) и српскохрватски језик (2,1%).
Вероисповест: Месни Немци су у 16. веку прихватили протестантизам. Међутим, последњих деценија у граду се знатно повећао удео других вера, посебно римокатолика.

## Галерија слика
- Главни градски трг
- Капела св. Дионисија
- Градска кућа
- Стари дрвени мост